# Romà Bonet i Sintes
Romà Bonet i Sintes (Barcelona, 27 de setembre de 1886 - 28 de setembre de 1967) va ésser un dibuixant caricaturista i pintor que emprà els pseudònims de Jan de Lis, Ali-Bufa, X. Rei, Bo i Net i Bon.
Bon era un caricaturista de traç viu i espontani i, pràcticament amb tota seguretat, va ser el caricaturista personal més conegut i popular de la seva època. Guanyà la medalla d'or del concurs de cartells de l'Exposició Internacional del 1929, a Barcelona. En el decurs de l'Exposició, s'instal·là en una caravana en la qual realitzà milers de caricatures personals. Una volta acaba aquesta, repetí l'experiment recorrent tot l'Estat espanyol amb el seu estudi mòbil. Finalment, s'instal·là a Barcelona, a l'Avinguda de la Llum, on seguí amb la pràctica de la caricatura i de l'ex-libris.
La seva gran habilitat artística li permeté tocar totes les “tecles” del dibuix, l’humor gràfic i la caricatura per a adults, la historieta i la il·lustració per al públic infantil, i també el disseny gràfic, sobretot els cartells, i també els ex-libris. Les altres activitats que compaginava amb les de dibuixant polifacètic eren les d’escultor, director de publicacions, conferenciant en les que ell anomenava “conferències mudes”, i també les seves actuacions com a il·lusionista fent jocs de mans.

## Biografia
Va néixer al carrer Muntaner de Barcelona fill de Manuel Bonet i Ballester, natural de La Sénia, i de Magdalena Sintes i Fernández, de Barcelona. Es va interessar de molt jove per les arts plàstiques, i va practicar indistintament dibuix, pintura i escultura. També va començar de molt jove a publicar dibuixos i caricatures en diverses revistes barcelonines de principis de segle. Les primeres caricatures i acudits eren signats amb els pseudònims de Bon, X. Rei o Net. A més, va participar en diverses exposicions col·lectives. Va publicar el primer dibuix a la revista "El Neula" el 1904, i ben aviat se li obriren les portes de revistes com “Marramau” (1905), “Metralla” (1907), “Calendari Metralla” (1908), “El Don Juan” (1910), “Satiricón” (1913) i de diaris com “Heraldo de Madrid” i “El Liberal”, “Bilbao Gráfico” publicació de la qual fou director, “Taula de Lletres Valencianes” i “El Mercantil Valenciano” (1933). Al suplement del diari progressista i republicà “El Diluvio” publicà algun dibuix on s’evidenciava una forta crítica social, com aquell en què es veia el bisbe Laguarda en un sumptuós cotxe de cavalls rodejat d'una multitud famolenca; el text deia: “Bienaventurados los pobres, porque de ellos será el reino de los cielos”.
La crítica aliada amb l’humor és més eficaç, com a l’acudit publicat a “La Rialla” (16 oct. 1913) on una minyona ensenya un gosset a la seva mestressa i diu: “-Senyora: el gosset acaba de mossegar un captaire –i la senyora respon: – Ai pobra bestiola! Renta-li la boca de seguida.”
Va ser puntal de la revista Papitu en l'època en què era dirigida per Francesc Pujols.
També col·laborà en el setmanari esportiu “Xut!” (1922-1936) i a “Virolet”, suplement d’historietes d’”En Patufet”, a partir de 1922.
El 1910 va publicar a Alcoi un llibre de caricatures de personatges de la població i el 1911, amb versos de José Abad, un de caricatures d’homes cèlebres del moment, titulat "Celebridades contemporáneas". El seu germà, Enric Bonet, també va dibuixar en algunes revistes amb el pseudònim Tirri.
Viatger inquiet, cap al 1912 va passar una temporada al Marroc, des d'on enviava els acudits. A la dècada dels anys 20, a més de dibuixar per a la premsa, va fer portades de llibre i cartells publicitaris i va rebre varis premis, dels quals destaca la medalla d’or de 1925 a l’Exposition Universelle des Arts Décoratifs de Paris. El 1927 va anar a Nova York en representació de la Unión de Dibujantes Españoles (va embarcar amb quaranta duros a la butxaca i va desembarcar amb tres-cents dòlars, aconseguits fent caricatures als passatgers),en una Exposició de Caricatures. Va prolongar el seu viatge fins a Mèxic.
Durant l'Exposició Internacional de Barcelona, el 1929, va habilitar com a estudi el carro en el que realitzava caricatures als visitants i des d'on realitzava unes conferències "mudes" amanides amb dibuixos. Va acabar instal·lant-se a l'Avinguda de la Llum de Barcelona amb una mena de reproducció d'aquest carro-estudi. Després de la seva experiència durant l’Exposició, va muntar el carro sobre un “xassis” per emprendre una volta a Espanya al costat d’uns periodistes i del fotògraf Pérez de Rozas. L'any 1933, amb la seva companya, la pintora i dibuixant Antònia Trenchs, van instal·lar-lo al Raval de Fermí Galan de Terrassa i van exposar a les Galeries Grau del carrer de Gavatxons. En esclatar la guerra, va guardar el carro en un garatge de Barcelona on fou descobert i saquejat; tant el vehicle com la part documental foren robats o destruïts, entre d'altres objectes desaparegueren les medalles d’or i argent de diferents premis de cartells; se salvaren, però, alguns dibuixos.
Va dibuixar ex-libris i va il·lustrar llibres, fins que cap als anys seixanta es va decidir a dedicar-se seriosament a la pintura i va assistir a les classes de l'acadèmia de Ramon Rogent. Quan aquest va morir, li va fer classes el pintor i també caricaturista Josep Maria de Martín, quaranta anys més jove. La seva primera exposició de pintura va ser el 1950 a la galeria barcelonina "El Jardín". Sis anys després va realitzar una altra solemne exposició patrocinada pel Reial Cercle Artístic i altres entitats de la ciutat de Barcelona. Mestre de vàries generacions de caricaturistes, bohemi, sempre independent i honest, va ser un gran artista en tota la profunda accepció del terme.
En 1956, el Reial Cercle Artístic de Barcelona del qual el dibuixant havia estat soci, li organitzà un tardà homenatge que consistí en una exposició i un sopar, potser per treure’s l'espina que en 1939, per qüestions polítiques, la junta de l’època “hagués donat de baixa” el dibuixant.
Es va casar amb Júlia Giné i Cluet. Romà Bonet va morir el 1967. Fou enterrat al Cementiri del Poblenou (Dep. III, illa 1a, nínxol 323).

## Estil
Segons Josep Maria Cadena, era un mestre del gènere de la caricatura "no perquè hagués ascendit amb esforç al primer lloc, sinó perquè havia baixat a aquesta posició des de les més altes cotes on la seva sensibilitat artística li exigia ser". És a dir, feia caricatures perquè era la manera més fàcil de guanyar-se la vida però, realment, en Bon hauria estat capaç de donar molt més. Malgrat tot, les seves caricatures i dibuixos, especialment dels primers anys, són d'una intensitat vibrant i busquen la incorporació d'influències de les avantguardes artístiques, amb síntesis cubistes i futuristes. Després de la Guerra Civil el seu estil de dibuix va perdre la vibració dels bons temps, i va diversificar la seva activitat artística.
En un article-entrevista, l’autor deia: “(…) "Bon" hace caricaturas personales que el individuo caricaturizado es el primero en admirar. Pertenece a la categoría de los caricaturistas que no se engañan. Sabe la diferencia que existe entre un alfilerazo y una puñalada. Y como no quiere herir, se contenta con arañar. Así, la herida no es irreparable.”